# Olena Brjoechovets
| Posities op de WTA-ranglijst Positie per einde seizoen: \| jaar \| rang enkelspel \| rang dubbelspel \| \| ---- \| -------------- \| --------------- \| \| 1989 \| 184 \| 181 \| \| 1990 \| 74 \| 47 \| \| 1991 \| 98 \| 90 \| \| 1992 \| 131 \| 114 \| \| 1993 \| 121 \| 88 \| \| 1994 \| 129 \| 104 \| \| 1995 \| 283 \| 279 \| \| 1996 \| 178 \| 161 \| \| 1997 \| 311 \| 378 \| |                |                 |
| jaar | rang enkelspel | rang dubbelspel |
| 1989 | 184            | 181             |
| 1990 | 74             | 47              |
| 1991 | 98             | 90              |
| 1992 | 131            | 114             |
| 1993 | 121            | 88              |
| 1994 | 129            | 104             |
| 1995 | 283            | 279             |
| 1996 | 178            | 161             |
| 1997 | 311            | 378             |

Olena Brjoechovets (Oekraïens: Олена Брюховець; Engelse varianten: Elena Brioukhovets, Elena Bryukhovets en Yelena Bryukhovets) (Odessa, 8 juni 1971) is een voormalig tennisspeelster uit Oekraïne. Brjoechovets was actief in het proftennis van 1987 tot en met 2000.

## Loopbaan

### Enkelspel
Brjoechovets debuteerde in 1988 op het ITF-toernooi van Rebecq (België) – door onder meer de Nederlandse Mara Eijkenboom te kloppen, bereikte zij de kwartfinale. Zij stond in 1989 voor het eerst in een finale, op het ITF-toernooi van Paderborn (Duitsland) – hier veroverde zij haar eerste titel, door de West-Duitse Michaela Kriebel te verslaan. In totaal won zij vier ITF-titels, de laatste in 1996 in Newport Beach (VS).
In 1989 speelde Brjoechovets voor het eerst op een WTA-hoofdtoernooi, op het toernooi van Moskou – zij bereikte er de tweede ronde. In 1990 had zij haar grandslamdebuut op Wimbledon – daar doorliep zij met succes het kwalificatietoernooi, maar in de hoofdtabel kwam zij niet door de eerste ronde. Later dat jaar stond zij voor het eerst, en voor het laatst, in een WTA-enkelspelfinale, op het toernooi van Moskou – zij verloor van de Sovjet-speelster Leila Meschi (uit Georgië).
Haar beste resultaat op de grandslamtoernooien is het (viermaal) bereiken van de derde ronde. Haar hoogste notering op de WTA-ranglijst is de 46e plaats, die zij bereikte in juni 1991 na haar derderonderesultaat op Roland Garros.

### Dubbelspel
Brjoechovets behaalde in het dubbelspel betere resultaten dan in het enkelspel. Zij debuteerde in 1987 op het ITF-toernooi van Bol (Kroatië), samen met Sovjet-speelster Viktorija Milvidskaja – hier veroverde zij meteen haar eerste titel, door het Sovjet-duo Aida Halatian en Jevgenia Manjoekova te verslaan. In totaal won zij veertien ITF-titels, de laatste in 2000 in haar geboortestad Odessa.
In 1989 speelde Brjoechovets voor het eerst op een WTA-hoofdtoernooi, op het toernooi van Moskou, samen met Française Julie Halard. Zij stond in 1990 voor het eerst in een WTA-finale, op het toernooi van Tarente, samen met Sovjet-speelster Jevgenia Manjoekova – hier veroverde zij haar eerste titel, door het Italiaanse koppel Silvia Farina en Rita Grande te verslaan. In totaal won zij drie WTA-titels, de laatste in 1991 in Sint-Petersburg, samen met landgenote Natalia Medvedeva met wie zij een jaar eerder ook al haar tweede titel had gewonnen, in Dorado (Puerto Rico).
Haar beste resultaat op de grandslamtoernooien is het bereiken van de tweede ronde. Haar hoogste notering op de WTA-ranglijst is de 46e plaats, die zij bereikte in maart 1991.

### Tennis in teamverband
In 1991 (Sovjet-Unie) en in de periode 1994–1996 (Oekraïne) maakte Brjoechovets deel uit van het Fed Cup-team – zij behaalde daar een winst/verlies-balans van 8–3.

### Na de actieve carrière
Brjoechovets was onder meer coach van Maria Kirilenko (1999–2002). Zij startte in 2007 een tennisschool in Odessa. In 2011 was zij verslaggever op het US Open.

## Palmares
| Legenda                |
| ---------------------- |
| Grandslamtoernooi      |
| Olympische Spelen      |
| Year-End Championships |
| Tier I                 |
| Tier II                |
| Tier III               |
| Tier IV & V            |

### WTA-finaleplaatsen enkelspel
| nr.              | finale     | toernooi   | ondergrond | tegenstandster | score    |
| ---------------- | ---------- | ---------- | ---------- | -------------- | -------- |
| gewonnen finales |            |            |            |                |          |
| geen             |            |            |            |                |          |
| verloren finales |            |            |            |                |          |
| 1.               | 1990-10-07 | WTA Moskou | tapijt (i) | Leila Meschi   | 4-6, 4-6 |

### WTA-finaleplaatsen vrouwendubbelspel
| nr.              | finale     | toernooi            | ondergrond | partner             | tegenstandsters              | score    |
| ---------------- | ---------- | ------------------- | ---------- | ------------------- | ---------------------------- | -------- |
| gewonnen finales |            |                     |            |                     |                              |          |
| 1.               | 1990-05-06 | WTA Tarente         | gravel     | Jevgenia Manjoekova | Silvia Farina Rita Grande    | 7-6, 6-1 |
| 2.               | 1990-10-28 | WTA Dorado          | hardcourt  | Natalia Medvedeva   | Amy Frazier Julie Richardson | 6-4, 6-2 |
| 3.               | 1991-09-29 | WTA Sint-Petersburg | tapijt (i) | Natalia Medvedeva   | Isabelle Demongeot Jo Durie  | 7-5, 6-3 |
| verloren finales |            |                     |            |                     |                              |          |
| 1.               | 1990-10-07 | WTA Moskou          | tapijt (i) | Jevgenia Manjoekova | Gretchen Rush Robin White    | 2-6, 4-6 |
| 2.               | 1992-05-10 | WTA Waregem         | gravel     | Petra Langrová      | Manon Bollegraf Caroline Vis | 4-6, 3-6 |

## Resultaten grandslamtoernooien
| Legenda | Legenda                          |
| ------- | -------------------------------- |
| g.t.    | geen toernooi gehouden           |
| l.c.    | lagere categorie                 |
| –       | niet deelgenomen                 |
| G       | uitgeschakeld in de groepsfase   |
| 1R      | uitgeschakeld in de eerste ronde |
| 2R      | uitgeschakeld in de tweede ronde |
| 3R      | uitgeschakeld in de derde ronde  |
| 4R      | uitgeschakeld in de vierde ronde |
| KF      | uitgeschakeld in de kwartfinale  |
| HF      | uitgeschakeld in de halve finale |
| F       | de finale verloren               |
| W       | het toernooi gewonnen            |
| w-v     | winst/verlies-balans             |

### Enkelspel
| toernooi        | 1990 | 1991 | 1992 | 1993 | 1994 |
| --------------- | ---- | ---- | ---- | ---- | ---- |
| Australian Open | –    | 1R   | –    | 1R   | –    |
| Roland Garros   | –    | 3R   | 3R   | –    | 2R   |
| Wimbledon       | 1R   | 3R   | 1R   | 3R   | 2R   |
| US Open         | –    | 2R   | –    | 1R   | 1R   |

### Vrouwendubbelspel
| toernooi        | 1990 | 1991 | 1992 | 1993 | 1994 |    | 1997 |
| --------------- | ---- | ---- | ---- | ---- | ---- | -- | ---- |
| Australian Open | –    | 1R   | –    | –    | –    | –  |      |
| Roland Garros   | 1R   | 2R   | 2R   | 2R   | 1R   | –  |      |
| Wimbledon       | 1R   | –    | –    | –    | –    | 1R |      |
| US Open         | 1R   | 1R   | 2R   | 2R   | 2R   | –  |      |